# مارتین شین
مارتین شین با نام کامل رامون آنتونیو جراردو استیوز (به انگلیسی: Martin Sheen) زادهٔ ۳ اوت ۱۹۴۰) بازیگر آمریکایی‌ست که از سال ۱۹۶۱ میلادی تاکنون مشغول فعالیت بوده‌است.
با بازی در فیلم‌های اینک آخرالزمان (۱۹۷۹)، وال استریت (۱۹۸۷) و مجموعهٔ تلویزیونی بال غربی به نام‌داری رسید. او دربارهٔ عدم گسترش جنگ‌افزارهای هسته‌ای و جنگ فعال است.

## فیلم‌شناسی

### فیلم
| سال  | عنوان                               | نقش                            | کارگردان                | یادداشت |
| ---- | ----------------------------------- | ------------------------------ | ----------------------- | ------- |
| ۱۹۶۸ | موضوع شاخه‌های گل رز بود             | Timmy Cleary                   | اولو گروسبارد           |         |
| ۱۹۷۰ | تبصره ۲۲                            | 1st Lt. Dobbs                  | مایک نیکولز             |         |
| ۱۹۷۳ | زمین‌های لم‌یزرع                      | Kit Carruthers                 | ترنس مالیک              |         |
| ۱۹۷۶ | گذرگاه کاساندرا                     | Robby Navarro                  | جرج پی کوزماتوس         |         |
| ۱۹۷۶ | دختر بچه‌ای که پایین لین زندگی می‌کند |                                |                         |         |
| ۱۹۷۹ | اینک آخرالزمان                      | Captain Benjamin L. Willard    | فرانسیس فورد کوپولا     |         |
| ۱۹۸۰ | آخرین شمارش معکوس                   | Warren Lasky                   | دان تیلور               |         |
| ۱۹۸۲ | گاندی                               | Vince Walker                   | ریچارد اتنبرا           |         |
| ۱۹۸۲ | انیگما                              | Alex Holbeck                   | جین‌نات وارک             |         |
| ۱۹۸۳ | منطقه مرده                          | Greg Stillson                  | دیوید کراننبرگ          |         |
| ۱۹۸۴ | آتش‌افروز                            | Captain James Hollister        | مارک ال. لستر           |         |
| ۱۹۸۷ | وال استریت                          | Carl Fox                       | الیور استون             |         |
| ۱۹۸۷ | خواب نیمروزی                        |                                |                         |         |
| ۱۹۹۱ | جی‌اف‌کی                              | Narrator                       | الیور استون             | صدا     |
| ۱۹۹۳ | زبر و زرنگ‌ها! قسمت دوم              | Capt. Benjamin L. Willard      | جیم آبراهامز            | تک‌جلوه  |
| ۱۹۹۵ | رئیس‌جمهور آمریکا                    | Chief of Staff A.J. McInnerney | راب راینر               |         |
| ۱۹۹۵ | صد و یک شب                          | Himself                        | انیس واردا              | تک‌جلوه  |
| ۱۹۹۶ | جنگ در خانه                         |                                |                         |         |
| ۱۹۹۶ | داستان دوروتی دی                    |                                |                         |         |
| ۱۹۹۷ | حقیقت یا عواقب، ان.ام.              | Sir                            | کیفر ساترلند            |         |
| ۱۹۹۷ | اسپاون                              | Jason Wynn                     | Mark A.Z. Dippé         |         |
| ۱۹۹۸ | بدون اصول اخلاقی                    | Bill Peterson                  | برت مایکل               |         |
| ۱۹۹۹ | گمشده و پیداشده                     |                                |                         |         |
| ۱۹۹۹ | طوفان                               | General James Roberts          | Harris Done             |         |
| ۲۰۰۲ | اگه می‌تونی منو بگیر                 | Roger Strong                   | استیون اسپیلبرگ         |         |
| ۲۰۰۶ | رفتگان                              | Oliver Queenan                 | مارتین اسکورسیزی        |         |
| ۲۰۰۶ | بابی                                | Jack Stevens                   | امیلیو استوس            |         |
| ۲۰۰۷ | شهر مرزی                            | George Morgan                  | گرگوری ناوا             |         |
| ۲۰۰۸ | یک زن تنها                          |                                |                         |         |
| ۲۰۰۹ | عشق پیش می‌آید                       | Burke's Father-in-Law          | Brandon Camp            |         |
| ۲۰۰۹ | تصورش کن                            | Dante D'Enzo                   | Karey Kirkpatrick       |         |
| ۲۰۱۱ | بدل                                 | Tom Highland                   | Michael Brandt          |         |
| ۲۰۱۲ | جستجوی دوستی برای آخرالزمان         | Frank Petersen                 | لورین اسکافاریا         |         |
| ۲۰۱۲ | مرد عنکبوتی شگفت‌انگیز               | عمو بن                         | مارک وب                 |         |
| ۲۰۱۴ | بوپال: دعا برای باران               |                                |                         |         |
| ۲۰۱۴ | سلما                                | Frank Minis Johnson            | ایوا دوورنی             |         |
| ۲۰۱۴ | همه چیز از من بپرس                  | Glenn Warburg                  | Allison Burnett         |         |
| ۲۰۱۴ | مرد عنکبوتی شگفت‌انگیز ۲             | عمو بن                         | مارک وب                 |         |
| ۲۰۱۵ | زباله                               | Father Juilliard               | استیون دالدری           |         |
| ۲۰۱۶ | ستاره‌های پاپ: هرگز متوقف نمی‌شوند    | خودش                           | اکویا شوفر جورما تاکونی | تک‌جلوه  |
| ۲۰۱۶ | قوانین صدق نمی‌کنند                  | Noah Dietrich                  | وارن بیتی               |         |
| ۲۰۱۹ | شیطان اسم دارد                      |                                |                         |         |

### مستند
| سال    | فیلم                      | نقش                      | کارگردان                    |
| ------ | ------------------------- | ------------------------ | --------------------------- |
| ۱۹۸۵   | رنگین‌کمان شکسته           | راوی                     | Maria Florio, Victoria Mudd |
| ۱۹۹۴–۷ | شاهد عینی                 | راوی (نسخه ایالات متحده) |                             |
| ۱۹۹۷   | فرانیو توجمان             | راوی                     | Jakov Sedlar, Joe Tripician |
| ۲۰۰۶   | چه‌کسی خودروی برقی را کشت؟ | راوی                     | Chris Paine                 |
| ۲۰۱۵   | وحدت                      | راوی                     | شان مونسون                  |

### تلویزیون
| سال        | عنوان                               | نقش                      | کارگردان                      | یادداشت                                     |
| ---------- | ----------------------------------- | ------------------------ | ----------------------------- | ------------------------------------------- |
| ۱۹۶۶       | فلیپر                               | Philip Adams             |                               | Episode "Flipper and the Seal"              |
| ۱۹۶۸       | اداره پلیس نیویورک سیتی             | Fred Janney              | David Pressman                | Episode: "The Peep Freak"                   |
| ۱۹۶۹       | مأموریت: غیرممکن                    | Albert                   | Stuart Hagmann                | Episode: "Live Bait"                        |
| ۱۹۷۰       | هاوایی فایو-او                      | Eddie Calhao             | پال استنلی                    | Episode "Cry, Lie"                          |
| ۱۹۷۲–۱۹۷۳  | کنن                                 | Jerr / Chris Hildebrandt | Marvin J. Chomsky ریچارد دانر | ۲ اپیزود                                    |
| ۱۹۷۲       | ستوان کلمبو                         | Karl Lessing             | جین‌نات وارک                   | Episode: "Lovely but Lethal"                |
| ۱۹۷۳       | خیابان‌های سان‌فرانسیسکو              | Dean Knox                | William Hale                  | Episode: "Betrayed"                         |
| ۱۹۹۳       | ملکه الکس هیلی                      | James Jackson Sr.        | John Erman                    | ۳ اپیزود                                    |
| ۱۹۹۳       | مورفی براون                         | Nick Brody               | پیتر بنرز                     | Episode: "Angst for the Memories"           |
| ۱۹۹۷       | سیمپسون‌ها                           | Sergeant Seymour Skinner | Steven Dean Moore             | صدا Episode: "The Principal and the Pauper" |
| ۱۹۹۹–۲۰۰۶  | بال غربی                            | President Josiah Bartlet | Various                       | ۱۴۰ اپیزود                                  |
| ۲۰۰۵       | دو مرد و نصفی                       | Harvey                   | Gary Halvorson                | Episode: "Sleep Tight, Puddin' Pop"         |
| ۲۰۱۲–۲۰۱۴  | مدیریت خشم                          | Martin Goodson           | Various                       | ۲۰ اپیزود                                   |
| ۲۰۱۵–اکنون | گریس و فرانکی                       | Robert Hanson            | Various                       | ۷۸ اپیزود                                   |
| ۲۰۱۶       | آن در گرین گیبلز لوسی ماد مونتگومری | Matthew Cuthbert         | John Kent Harrison            | فیلم تلویزیونی                              |

### بازی ویدئویی
| سال  | بازی           | نقش               | یادداشت |
| ---- | -------------- | ----------------- | ------- |
| ۲۰۱۰ | تأثیر فراگیر ۲ | The Illusive Man  | صدا     |
| ۲۰۱۰ | دنیای وارکرفت  | Nozdormu/Murozond | صدا     |
| ۲۰۱۲ | تأثیر فراگیر ۳ | The Illusive Man  | صدا     |